# اریکا سما
 اریکا سما (انگلیسی: Erika Sema؛ زادهٔ ۲۴ نوامبر ۱۹۸۸) یک تنیس‌باز اهل ژاپن است.